# Fremdvölkersprüche
Unter Fremdvölkersprüche im Alten Testament versteht man in der biblischen Forschung laut Friedrich Fechter jene größere Textkomplexe bzw. -sammlungen, die das Ergehen  nichtisraelitischer Völker thematisieren. Darin wird vorrangig Unheil, aber auch Heil angekündigt. Von einer eigenen Gattung der Fremdvölkersprüche kann nicht gesprochen werden, da es sich dabei um Texte völlig unterschiedlicher Struktur handelt.
Diese Textbestände wurden in der Forschungsgeschichte ebenfalls als (Fremd-)Völkerorakel, (Fremd-)Völkerweissagungen, Heidenorakeln oder Drohwörter bezeichnet. Der Begriff „Fremdvölkersprüche“ schließt auch wohlwollende Aussagen mit ein und impliziert weniger anderweitige Vorstellungen (zum Beispiel wird der Begriff Orakel heute immer mehr mit einer Befragungspraxis verbunden).

## Vorkommen
Bei den großen Schriftpropheten finden sich Fremdvölkersprüche in Jes 13  bis 23, Jer 46  bis 51, Ez 25  bis 32 und Am 1:3-2:3,Gersch . Bei Jesaja, Jeremia und Ezechiel machen diese rund 20 % des gesamten Textbestands aus. Im Dodekapropheton enthalten vor allem Joel 4 , Mi 4 , 5 , und 7 , Zef 2 , Hag 2 , Sach 2 , 9 , 11 , 12  und 14  und Mal 1  einige Namen von fremden Völkern. Obadja und Nahum beziehen sich ausschließlich auf eine Nation, sonst ist in den Prophetenbüchern oft nur unscharf von „den Völkern“ die Rede. Die Thematik der Reden an fremde Völker findet sich jedoch bei allen sogenannten Schriftpropheten.